# 904
904 (CMIV) je bilo prestopno leto, ki se je po julijanskem koledarju začelo na nedeljo.

## Dogodki
- 1. januar
- 31. julij - Saraceni oplenijo današnji Solun.
- Arabci drugič zasedejo Malto.